# محمدرضا طاهری
محمدرضا طاهری (زاده ۱۳۴۸تهران)، مداح و نوحه‌خوان ایرانی است که غالباً در حسینیه چهارده معصوم تهران هیئت برگزار می‌کند.
طاهری از جمله مداحانی است که در بیت رهبری یا در حضور سیدعلی خامنه‌ای معمولاً در عزاداری عاشورا یا ایام فاطمیه مداحی می‌کنند.

## زندگی و خانواده
محمدرضا طاهری پسر محمدتقی طاهری از مداحان قدیمی تهران و فرزند سوم خانواده است.
مادر او در سال ۹۶ درگذشت و مراسم او با شرکت افرادی چون محسن رضایی، پرویز فتاح، کاظم صدیقی، حسین اشتری، ابراهیم جباری، حسین الله‌کرم، محمدباقر ذوالقدر، منصور ارضی، سید مجید بنی‌فاطمه، میثم مطیعی، عباس جدیدی، حبیب کاشانی و سعید حدادیان در فروردین ۹۶ برگزار شده‌است. طاهری متأهل است و ۱ دختر و ۲ پسر دارد. حسین طاهری پسر او از مداحان فعلی تهران است.

## تاریخچه فعالیت
دههٔ ۶۰

طاهری در جوانی در جنگ ایران و عراق حضور داشته‌است و علاوه بر کارهای فرهنگی و عکاسی به مداحی نیز می‌پرداخت.
دههٔ ۷۰

اوج معروفیت محمدرضا طاهری مربوط به دههٔ ۷۰ و فعالیت مداحی چشمگیر او در این سالها خصوصاً در حسینیه پنبه‌چی تهران واقع در دروازه دولاب است. در این دهه علاوه بر افراد معروف در حوزه‌های مذهبی و آئینی، چهره‌های مشهور رسانه‌ای مثل سید کاظم احمدزاده و فوتبالیست‌های چون مهدی مهدوی کیا به مجالس محمدرضا طاهری و حسینیه پنبه‌چی رفت‌وآمد داشتند. حسینیه پنبه‌چی در سال ۱۳۴۲ توسط مرتضی پنبه‌چی تأسیس و در سال ۱۳۷۵ توسط پسر او علی پنبه‌چی نوسازی شده‌است.
دههٔ ۸۰

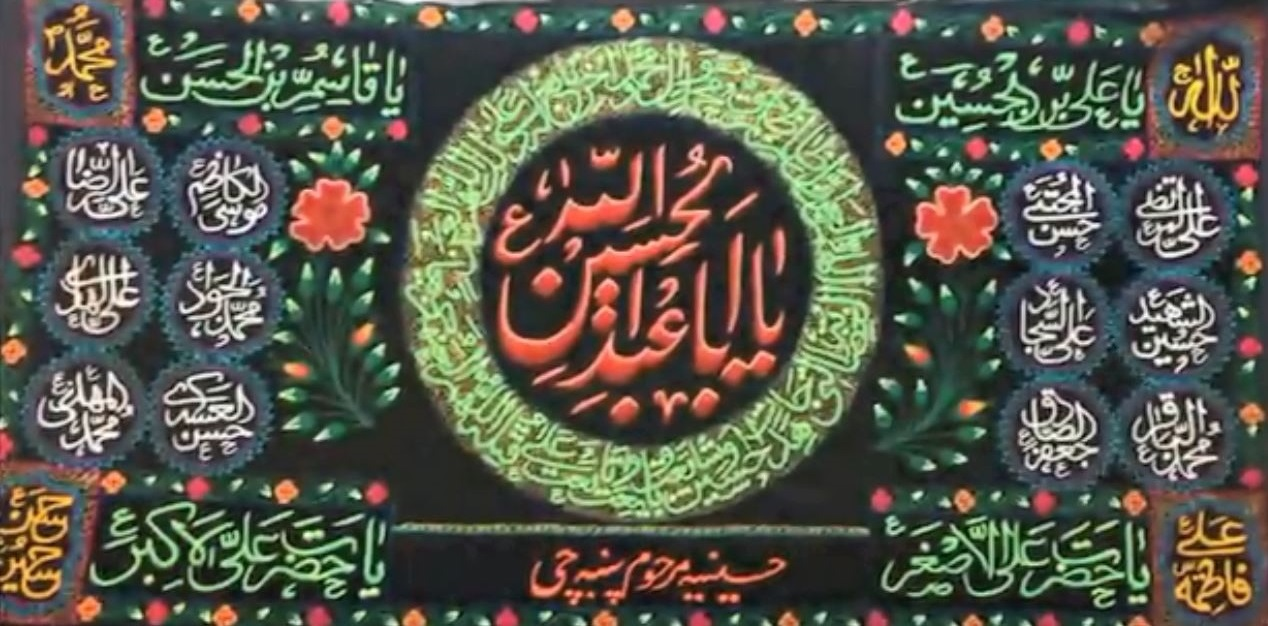
از نمادهای موجود در حسینیه پنبه‌چی

فعالیت‌های مداحی طاهری در دههٔ ۸۰ در هیئت مکتب الزهرا ادامه یافت. اجرای برنامه در بیت رهبری در این دهه برای طاهری فراهم شد.
دههٔ ۹۰

مداحی محمدرضا طاهری دههٔ ۹۰ در مسجد الهادی مجیدیه و حسینیه فاطمه الزهرا در میدان سپاه ادامه دارد. در این سالها پسر او، حسین طاهری، به یک مداح حرفه‌ای تبدیل شده و در مراسمات در کنار او به اجرای برنامه می‌پردازد.

## مواضع سیاسی
محمدرضا طاهری از شاگردان منصور ارضی است و از نظر جهت‌گیری سیاسی نزدیک به اصولگرایان محسوب می‌شود. تصاویری از او بر سر قبر عماد مغنیه و با افرادی از هنرمندان اصولگرا از جمله حامد زمانی منتشر شده‌است. او از محمود احمدی‌نژاد در انتخابات حمایت کرد و در سال ۱۳۸۸ در کنار سعید حدادیان در جشن جنجالی پیروزی احمدی‌نژاد به اجرای برنامه پرداخت.

## جنجال‌ها
در جریان دستگیری و اتهام فساد اقتصادی به حسن رعیت، فیلمی از ورزش مشترک محمود کریمی، محمدرضا طاهری و حسن رعیت در یک باشگاه منتشر شد. همچنین تصاویری از محمدرضا طاهری به همراه پسرش با حسن رعیت منتشر شد و برخی رسانه‌ها محمدرضا طاهری را شریک تجاری حسن رعیت معرفی کردند.
این مداح رابطهٔ خود با حسن رعیت را دوستی قدیمی معرفی کرد که «ریالی پول» از او نگرفته‌است.

«۳۰ سال با سید (حسن رعیت) دوست هستم و ریالی از وی پول نگرفتم. دشمن همیشه می‌خواهد مجلس اهل بیت را بزند، هیئتی‌ها مطمئن باشند حساب ما پاک است اگر غیر آن ثابت شد روضه خوانی را کنار می‌گذارم.» -محمدرضا طاهری در خصوص ارتباط با حسن رعیت